# Сюзеренітет
Сюзеренітет — характерна для епохи феодалізму система особистих відносин та відносин влади, що виражались у вигляді договорів між сюзеренами (сеньйорами) та васалами.
В основі сюзеренітету лежала ієрархія, структура феодальної власності, котра пов'язувала в одне ціле панівний клас та забезпечувала великим феодалам (королям, герцогам, графам та ін.) верховенство в політичних (військових, судових тощо) справах. З утворенням централізованих держав повноваження влади поступово концентрувались в руках короля, що перетворювався у суверенного монарха. У формі сюзеренітету розвивались також і міжнародно-правові відносини між сильними та слабшими васальними державами.
Сюзере́н (фр. suzerain від старофр. suserain) — великий феодальний правитель, влада якого базується на васальному підпорядкуванні йому дрібніших феодалів, які одержують від сюзерена право на частину землі у його володіннях (феод) чи утримання з неї. Також знаний як сеньйор, пан, господар.